# آندره آغاسی
آندره آغاسی (زاده ۲۹ آوریل ۱۹۷۰) در لاس وگاس، نوادا) یک تنیس‌باز آمریکایی ارمنی‌تبار می‌باشد. از پرافتخارترین و مشهورترین قهرمانان تنیس دنیا است. او از ۱۶ سالگی وارد مسابقات حرفه‌ای شد و در مدت بیش از دو دهه حضور در سطح اول رقابت‌های جهانی به ۶۰ عنوان قهرمانی از جمله ۸ گرند اسلم، ۳ جام دیویس و مدال طلای المپیک ۱۹۹۶ آتلانتا دست یافت. آغاسی که اواخر سال ۲۰۰۶ اعلام بازنشستگی کرد، یکی از شش بازیکنی است که به همهٔ گرانداِسلَم‌های تنیس دست یافته‌است. 

## ابتدای زندگی
او فرزند امانوئل آغاسی بوکسور سابق تیم ملی بوکس ایران در دو دوره مسابقات المپیک بود. امانوئل که زاده شهر اهر (قره داغ) و بزرگ‌شده تهران است در بازی‌های المپیک ۱۹۴۸ لندن و ۱۹۵۲ هلسینکی نماینده ایران در رشته بوکس بود، اما در ۲۲ سالگی به آمریکا مهاجرت کرد و در آنجا تشکیل خانواده داد. او که خود زندگی پرمشقتی را تجربه کرده بود، تمام هم و غمش رفاه فرزندانش بود و از آنجاکه تنیس را سریع‌ترین راه رسیدن به این هدف می‌دانست آن‌ها را تشویق به یادگیری این ورزش کرد. آندره از همان سنین کم استعداد زیادی از خود نشان می‌داد و پدرش که حساب ویژه‌ای روی او باز کرده بود هر روز با روش‌های خاص و ابتکاری خود او را تمرین می‌داد؛ تمریناتی سخت‌گیرانه که گرچه موجب شد رابطه آندره با تنیس برای سال‌ها به رابطه عشق و نفرت تبدیل شود، اما در نهایت از او افسانه‌ای ساخت که نامش در تاریخ این ورزش جاودانه شد. مادر آندره «بتی» یکی از کسانی است که از سرطان سینه نجات پیدا کرد.

## زندگی خصوصی
وی تا کنون دو بار ازدواج کرده‌است. همسر اول آندره آغاسی بروک شیلدز نام داشت که زندگی مشترک آن دو پس از مدتی پایان یافت. وی سپس با اشتفی گراف ازدواج کرد و از او صاحب یک پسر و یک دختر شد.